# أويابوكي
أويابوكويي (بالبرتغالية: Oiapoque‏) هي بلدية تقع في البرازيل في أمابا. يقدر عدد سكانها بـ 20,226 نسمة ومساحتها 22,625 كم2 وترتفع عن سطح البحر 3.05 متر.

## المناخ
يظهر الجدول التالي التغييرات المناخية على مدار السنة لأويابوكي:
| البيانات المناخية لـأويابوكي      | البيانات المناخية لـأويابوكي | البيانات المناخية لـأويابوكي | البيانات المناخية لـأويابوكي | البيانات المناخية لـأويابوكي | البيانات المناخية لـأويابوكي | البيانات المناخية لـأويابوكي | البيانات المناخية لـأويابوكي | البيانات المناخية لـأويابوكي | البيانات المناخية لـأويابوكي | البيانات المناخية لـأويابوكي | البيانات المناخية لـأويابوكي | البيانات المناخية لـأويابوكي | البيانات المناخية لـأويابوكي |
| الشهر                             | يناير                        | فبراير                       | مارس                         | أبريل                        | مايو                         | يونيو                        | يوليو                        | أغسطس                        | سبتمبر                       | أكتوبر                       | نوفمبر                       | ديسمبر                       | المعدل السنوي                |
| --------------------------------- | ---------------------------- | ---------------------------- | ---------------------------- | ---------------------------- | ---------------------------- | ---------------------------- | ---------------------------- | ---------------------------- | ---------------------------- | ---------------------------- | ---------------------------- | ---------------------------- | ---------------------------- |
| متوسط درجة الحرارة الكبرى °م (°ف) | 29 (85)                      | 28 (83)                      | 30 (86)                      | 29 (84)                      | 29 (85)                      | 30 (86)                      | 31 (88)                      | 32 (90)                      | 33 (91)                      | 33 (92)                      | 33 (91)                      | 31 (87)                      | 31 (87)                      |
| متوسط درجة الحرارة الصغرى °م (°ف) | 21 (70)                      | 21 (70)                      | 21 (70)                      | 22 (71)                      | 22 (71)                      | 21 (70)                      | 21 (69)                      | 21 (69)                      | 20 (68)                      | 19 (66)                      | 19 (67)                      | 21 (69)                      | 21 (69)                      |
| الهطول مم (إنش)                   | 370 (14.7)                   | 330 (13)                     | 280 (11)                     | 570 (22.6)                   | 510 (20.2)                   | 330 (13)                     | 220 (8.6)                    | 99 (3.9)                     | 56 (2.2)                     | 10 (0.4)                     | 120 (4.8)                    | 240 (9.5)                    | 3٬100 (124)                  |
| المصدر: Weatherbase               |                              |                              |                              |                              |                              |                              |                              |                              |                              |                              |                              |                              |                              |